# ایندا
ایندا (به لاتین: Ainda) یک منطقهٔ مسکونی در میانمار است که در ناحیه زاگاین واقع شده‌است.